# Три ікси 2: Новий рівень
«Три ікси 2: Новий рівень» (англ. XXX 2: State of the Union) — продовження фільму «Три ікси» в жанрі бойовик, знятий американською студією Revolution і Columbia Pictures у 2005 році.

## Сюжет
У Вірджинії власник ранчо виявляє трупи на своїй фермі. Бандити вбивають фермера і з допомогою вибухівки вриваються в бункер АНБ під кінним заводом. Агент Огастус Гіббонс відбивається від непроханих гостей, після чого тікає. Помічник Гіббонса, агент Тобі Шейверс повідомляє йому, що у зв'язку з нападом лейтенанта Алабами Кобба на бункер, на Бора-Бора був вбитий секретний агент Ксандер Кейдж. Щоб знайти йому заміну, Гіббонс зустрічає колишнього офіцера ВМС США Даріуса Стоуна, який відсидів 9 років за непокору наказу, і ламає щелепу міністру оборони генералу Джорджу Декерту.
Гіббонс допомагає Стоуну втекти. Пізніше Стоун зустрічається зі своїм спільником Зіком та його колишньою подругою Лолою Джексон, яка працює в салоні екзотичних автомобілів. Стоуну доручено відновити жорсткий диск, але в ході перестрілки він вислизає від агента Кайла Стіла. Гіббонс зазнає нападу у своєму будинку, де ймовірно був убитий Декертом і Коббом. Щоб отримати інформацію з диска, Стоун зустрічається з інформатором Гіббонса Чарлі Мейвезер і приходить до неї додому, де виявляє тіло вбитого генерала Джека Петтібона.
Стіл входить в особняк і вступає в контакт зі Стоуном, який тікає від поліції. Агент Шейверс зламує Пентагон для отримання планів Декерта. На борту корабля Стоун впроваджується у війська і виявляє Гіббонса, який перебуває у полоні. Присутність Стоуна приводить Мейвезер у готовність, в той час як Гіббонс просить Стоуна тікати. Після отримання планів Стоун сідає в танк і пробиває собі шлях назовні. Він дізнається, що Декерт планує здійснити військовий переворот проти президента США Джеймса Сенфорда.
Під час розмови Стоун показує Стілу плани Декерта. Пізніше Стіл зустрічається з Декертом і розуміє, що Стоун був правий. Він знаходить Стоуна і каже йому, що Декерт хоче вбити Сенфорда та його наступників і обійняти посаду президента.
Стоун, Стіл і Шейверс заручаються підтримкою Зіка та його команди. Разом вони потрапляють у сховок вантажівки з сиром і крадуть звідти зброю. Після автомобільної гонитви їм вдається викрасти танк, і Стоун допомагає Стілу потрапити в Капітолій. У перестрілці Гіббонс вбиває Мейвезер, Декерт і Кобб викрадають Сенфорда, в той час як Стоун готує звернення президента до Конгресу. Лола приїжджає туди на автомобілі, і Стоун використовує її транспорт, щоб потрапити на поїзд. Він знаходить і вбиває Кобба, а Стіл звільняє Сенфорда. Гіббонс вбиває Декерта і знищує поїзд, з якого Стоун падає у воду.
Історія прикрита: Декерта поховали і затаврували як героя. Сенфорд нагороджує Стіла і невідомого солдата (Стоуна) медаллю Пошани, і Стоун повертається до колишнього життя. У відновленій штаб-квартирі АНБ Гіббонс, Стіл і Шейверс обговорюють, хто стане наступним секретним агентом. Гіббонс говорить, що він є ідеальним кандидатом для цієї роботи.

## У ролях
| Актор                | Роль                          |
| -------------------- | ----------------------------- |
| Айс Кьюб             | Даріус Стоун, XXX             |
| Віллем Дефо          | генерал Джордж Декерт         |
| Семюел Л. Джексон    | агент Огастус Юджин Гіббонс   |
| Скотт Спідман        | агент Кайл Крістофер Стіл     |
| Xzibit               | Зік                           |
| Масуїмі Макс         | подруга Зіка                  |
| Пітер Штраусс        | президент Джеймс Сенфорд      |
| Майкл Руф            | агент Тобі Лі Шейверс         |
| Санні Мабрі          | Чарлі Мейвезер                |
| Нона Гей             | Лола Джексон                  |
| Джон Глісон Конноллі | лейтенант Алабама «Бама» Кобб |
| Рамон Де Окампо      | агент Мідовс                  |
| Беррі Сігізмонді     | Бик                           |
| Майкл Дон Еванс      | провідник                     |
| Девід Раунтрі        | агент                         |
| Нед Шмідтке          | генерал Джек Петтібон         |
| Скотт Майкл Морган   | Farmhand                      |
| Кріс Дж. Джонсон     | молодий агент                 |
| Том Госсом молодший  | баптистський проповідник      |
| Стен Селлерс         | бізнесмен                     |
| Пол Коллінз          | директор АНБ Білл Броді       |